# 清水正孝
清水 正孝（しみず まさたか、1944年6月23日 - ）は、日本の実業家であり、東京電力社長（2008年6月 - 2011年6月）、同社顧問（2011年6月 - ）。福島第一原子力発電所事故の当時の取締役社長である。2012年からは富士石油取締役を務めている。東京電力会長の勝俣恒久は義理の父親にあたる。

## 来歴

### 学生時代まで
神奈川県横浜市出身。父は東京電力社員。『とうでん』2006年5月号からスタートした「役員の横顔」で初回に登場した際には「生粋の浜っ子」と自己紹介している。少年時代までの横浜は未開発地も多く、友達と野山を駆け回ったと言う。また、富岡（後金沢区）の岸壁の水深が5～6mあり、そこで水泳を覚えた。中学時代は軟式野球部でセカンドを担当した。栄光学園中学校・高等学校を卒業。
高校卒業後、慶應義塾大学経済学部に進学。学生運動期と被っているが、政治問題への関心は薄い「ノンポリ」だったという。家庭教師のアルバイトで金を溜め、全国を貧乏旅行した。当時から「単に利益を追い求めるだけの事業活動と言うよりも、社会の役に立てる分野の仕事に就きたいと思っていました。普段の講義やゼミも、福祉政策とか公益事業といった分野に関心がありました」としている。

### 新入社員時代
1968年に同大学を卒業し、東京電力に入社する。最初の配属先は池袋支社で、1年後に品川支社、その後千葉支店柏営業所に転勤した。そのため検針、集金、お客様窓口対応、工事手配、資材の仕入れなどに強い印象が残ったと言う。当時清水自身も現場に出て、品川支社時代に街路灯の設置場所や本数が社内図面と不一致だった際には地元の町内会長と共に1本ずつ歩いて確認していった事もあるという。営業所時代には電柱の移設の仕事も経験し、工程管理をしないと新旧の電柱が長期間現地に立っている状態になるので気を遣ったと言う。
検針・集金などの仕事を4年間担当後、横浜火力発電所に配属、当直三交替を経験、原子力発電所にも勤務しECCSの作動試験立会いの仕事に参加した。

### 資材部配属以降
1972年、本店資材部配給課に異動し、後述する資材畑のキャリアに進んだ。当時は芝浦、千住、越中島にあった配給所のほか、各支店、営業所にも資材倉庫が点在していたので期末の棚卸の際には現地に出向き、変圧器や電線の管理状況も確認した。当時先輩から指導されたことのひとつは「当社のように毎年膨大な設備を発注する会社はややもすると取引先に対して強い立場になるが、取引先企業は、電気事業の設備や業務を共に支えるパートナーであって発注者論理だけを押し出して応対してはならないということ」であったという。また資材部門に15年在籍した経験として「およそ資材取引の姿勢を見れば、その企業の健全性や公正性を読み取ることができる」と回顧している。
1983年、福島第二原子力発電所に総務担当として赴任する。
1988年、スーパーネットワークユーに出向する。
なお、時期は明示されていないが、東京南支店大田支社長も務めている。
1995年、資材部長に就任する。取締役副社長就任後は企画・広報を担当した。
2001年、取締役に就任する。
2004年、常務取締役に就任し、関連事業部と資材部を受け持つ。
常務就任後のインタビュー記事 では「グループ全体でのコストダウンの推進や生産性の向上については、これからが本番だと思います」とし、また、「現状で何が問題なのかに気付くのは誰でも簡単ではありませんが、たとえば、世の中一般の水準と比べてみたり、同業他社のやり方を見たり、そして何よりもお客さまの目線からあらためて見直してみれば、改善のネタは宝の山だろうと思います」「グループ経営をこれから本当の意味で推進していくには、人材の交流がもっともっと必要だと思います。グループ各社の垣根を越えて、異なる事業での経験を若いうちから積んでもらうことは、とても大事なことだと考えます」と語っている。

### 社長時代
2007年7月に発生した新潟県中越沖地震で被災した柏崎刈羽原子力発電所の件で引責辞任した勝俣恒久社長（後会長）の後任として、皷紀男副社長と社長ポストを争い勝利、2008年に社長に就任した。地震後運転再開の目処が立たないままの人事には批判する声もあったが、前年から続けている役員報酬10% - 20%カットは継続している。同社が長期に渡り継続していた東通原子力発電所の建設計画は引き続き推進した。
東京大学以外の大学出身の社長は青木均一（東京高等商業学校、現在の一橋大学出身）以来47年ぶりであり、また初の私立大学出身の社長でもある。
実力派の勝俣が会長に就いたことで、関係者からは「院政に近いかたちになる」「勝俣が原発関連の問題に専念し、清水が業務執行に専念する役回りなのでは」などと噂された。
2008年9月に行った内永ゆか子との対談では実践主義も掲げ「知識が知識であり、技術が技術にとどまっている限りでは評論家と同じ」としている。また電気事業を設備産業としての他「豊かな生活や快適な環境を作っていくお手伝いをするという我々の経営理念の下では、ある意味、アメニティ産業でもある」と定義付けている。
2009年1月、『日本経済新聞』の新春インタビューでは「設備投資計画の大半は原子力などの電源開発が中心で低炭素社会の実現には不可欠だ」とし、前年末に浜岡原子力発電所1、2号機の廃止措置と6号機への交換計画が中部電力で発表されたことについてコメントを求められた際には「福島第一原発1号機が東電で最も古いが、安全性と耐震性を徹底的に評価して必要な対策を打つ。廃炉の考えはない」と高経年化対策を材料に断言した。
また2009年の『プレジデント』誌の取材では、人材について「ただ、企業像を考えた場合、うちは公益事業であることが最上位にきます。電力の安定供給。嵐になれば現場にみんな駆けつける。パブリックユーティリティであるという点が会社のDNAです。その組織の原動力となる人材には高い倫理観や社会的使命感が求められます」と語っている。
2010年には中長期計画として「2020ビジョン」を発表し、29年ぶりに大規模な増資を発表、最大で1兆円の海外投資を中核とする内容であった。海外投資の一例として清水は、オーストラリアウィートストーンLNGの開発を挙げている。

### 福島第一原子力発電所事故
2011年3月11日、東北地方太平洋沖地震（東日本大震災）とそれに関連して起きた福島第一原子力発電所事故の発生時、清水は「関西に出張中」と報じられた。
しかし、実際には平日でありながら妻と秘書を従えて、奈良観光（東大寺のお水取りなど）をしていた。アリバイとして挙げられていた、関西財界人との面談も実際には行われていなかった。記事によれば、社用と偽った個人的な観光旅行であった 。
東名高速道路、中央自動車道、東海道新幹線（地震発生時に運行中だった列車のみ4時間後に運転を再開していた）が利用できない中、名古屋空港から民間ヘリで帰京しようとしたが、航空法により午後7時以降の飛行が行えず、航空自衛隊小牧基地のC-130に乗り込んだ。しかし北澤俊美防衛大臣からの指示で自衛隊機が引き返したため、翌日午前10時にようやく本社に戻った。また当日は、勝俣恒久会長も北京に出張していて不在であった。このため原子炉格納容器の圧力を下げるベント作業に対する緊急承認手続きが遅れ、12日午後3時36分の原子炉建屋の爆発につながった可能性も専門家から指摘されている。
3月13日に記者会見を開き、放射性物質の漏洩を謝罪、事故の原因については「津波が一番の問題だ。想定を超える水準だった」と話した。3月18日に国際原子力事象評価尺度のレベル5と評価されたことについて「わが国が経験したことのない大規模地震に伴う津波といった自然の脅威によるものとはいえ、このような事態に至ってしまったことは痛恨の極み」と談話を発表した。
なお、原子力損害の賠償に関する法律では、原発の事故は運転する原子力事業者がその損害を賠償する責任を有するとされる一方、「異常に巨大な天災地変又は社会的動乱」による損害の場合は、電力会社の損害賠償義務は必ずしも存在しない。これに対し、枝野幸男官房長官は2011年3月25日の記者会見で、個人的な見解と断った上で、東京電力の福島第一原発の事故被害の損害賠償について、安易な免責措置はあり得ない、などと述べ、東電の賠償責任は不可避との認識を示した。ただし、原賠法をめぐる解釈は、現時点では結論が出ていない。
その後、姿を見せなくなり、この間めまいや高血圧で入院したこともあり、公の場に姿を見せたのは事故から1ヶ月目の4月11日となった。清水が事故発生以来姿を見せなかったことについて、3月29日付の米紙『ワシントン・ポスト』は「経営者が雲隠れ」と批判した。
復帰した4月11日、事故発生後初めて福島県を訪れるが、佐藤雄平福島県知事とは連絡の不徹底で面会できず、知事は不快感をあらわにしている。翌日、東電本社で3月13日以来となる記者会見をし、原発事故が国際的評価で最悪のレベル7になったことに「世界各国に迷惑をかけ、重く受け止めている」と述べている。また、出処進退については明言しなかった。
4月18日午後の参議院予算委員会での大門実紀史議員（共産党）の質問に対して「14─15メートルという今回の津波の大きさは想定ができなかった。残念ながら、そのような意味での想定は甘かったと言わざるを得ない」と語り、事前の想定が不可能であったと主張した。清水を代表とする東京電力は、民事裁判において「対応できるような対策を講じる義務があったとまでは言えない」と主張している。
5月20日、一連の原発事故の責任を取り、6月28日付けで代表取締役社長を退任すること、取締役を退き顧問（無報酬）に就任すること、後任社長には常務の西沢俊夫が昇格する予定であることを発表した。
6月28日、取締役を任期満了により退任、顧問に就任した。
福島原発事故独立検証委員会は調査報告書を出版した2012年3月の会見で、当事者へのインタビューの一環として清水等東京電力関係者にも申し入れたが、勝俣恒久、吉田昌郎と同様、協力することは無かったと述べており、調査報告書冒頭にもその旨が記載されている。
2012年3月7日には、東京電力は勝俣恒久会長が追悼式に出席すると発表したが、当時の社長であった清水については予定の発表自体を拒否した。　
2012年5月31日、AOCホールディングスは清水が6月25日付で傘下の富士石油の社外取締役に就任すると発表した。
2012年6月1日に、国会が設置した原発事故調査委員会（国会事故調）は清水を公開聴取すると発表、同月8日の第18回委員会で参考人として質疑を受けた。
2013年10月1日、AOCホールディングスが子会社の富士石油を吸収合併し、商号を富士石油に変更。清水は新富士石油の取締役に就任した（現任）。東京電力は同社の筆頭株主であり、年間1千億円弱の石油製品の取引がある。

## 電気事業連合会の会長として
「新興国寄与に日本の原発産業の基盤強化に繋げたい」としてアブダビ、ベトナムなど各国の原発の受注活動を広げるも、韓国に相次いで敗れ、受注は失敗していた。2010年10月15日、国際受注を目指し電力他社と協力して国際原子力開発の設立を発表した。清水は「官民一体態勢が整った。包括的な提案が可能になる」とした。その後10月30日、日越首脳会談にて日本の企業連合が受注した が、炉型が東電の使用するBWR系列になるかは未定だった。
なお清水は福島第一原子力発電所事故の「事態の収束に向けて全力を傾注するため」との理由により2011年4月13日に関連団体の役職を辞任することとした。背景には勝俣の「外部団体の役職をしている場合は、会社として不都合だから、辞任するように」という全役員への指示もあったという。正式決定は15日であった。

## 業績
発電所や変電所で使用する資材の調達部門を長く担当してきた。本社資材部長就任後は、各支店の資材調達を本社に一本化、費用切り詰めに成功した実績から「コストカッター」と呼ばれる。海外出張で遣う航空会社の絞り込みなど、日常業務まで徹底してコストカットを進めた。大量発注によるコスト削減には限界があると見て、納入業者を競わせてコストを下げる方式を導入している。また、発電所の六十数万点の部品・部材の調達方法を見直し、全体で2兆円かかっていた調達費を4割削減に成功した。その結果として資金繰りが悪化し、廃業した中小取引先の元経営者にも親身に相談に乗り「飾らない人材」と評された。社内の評判は「地道な努力家」。座右の銘は「看脚下」（自分の足元をロウソクの灯りで見る意）。仕事中でも常に両足に1kgのおもりを付け、体力維持を欠かさない。
2011年3月時点では都心の43階建て高層マンションに住んでいた。自身を「ネアカ」と認め、宴席の座持ちの良さは歴代社長No.1と評価される。
資材部門出身のためか、元々社外の知名度は低く（歴代社長は永田町とパイプのある総務部門出身者や、霞が関で顔の効く企画部門出身者が名を連ねる）、電気事業連合会の出向経験もなく、他電力会社との人脈もない。それでも社内で徹底的なコスト削減で手腕を発揮し、資材部長時代に当時は珍しかった国際入札で輸入を拡大し、韓国の金大中大統領からは感謝の電子メールが届いたこともある。
副社長時代の2007年から2008年にかけ、青森県むつ市内に建設中の使用済核燃料中間施設を巡り、西松建設から清水及び皷紀男に対し裏金約2億円が送られ、これによって用地買収交渉費が捻出されていたことが判明した。茂木敏充経済財政担当大臣は、東電に対し調査を命じるとしている が、菅義偉官房長官は「私的な契約にはコメントできない」としている

## その他役職
- 日本経済団体連合会副会長（2011年5月26日付で退任）[51]
- 日本原燃会長（2011年6月1日付で会長を退任、6月30日付で取締役を退任）[52]
- 電気事業連合会会長（2011年4月14日付で辞任）
- 日本広報学会 会長

## 私生活
趣味は、『とうでん』2006年5月号のprofile欄では、渓流釣り、ゴルフ、ドライブを挙げ、中でも30年以上続けている釣りが一番だと言い、岩魚狙いを好んで東北各地の山を渡り歩いていたと言う。好きな球団は横浜ベイスターズ（出身地球団のため）。その他、写真が趣味で一眼レフカメラ歴40年である。